# Noord-Jemenitische Burgeroorlog
De Noord-Jemenitische Burgeroorlog was een burgeroorlog die in de jaren 1960 in voormalig Noord-Jemen werd uitgevochten tussen royalisten en republikeinen.
De oorlog begon in 1962 toen de koning van het Mutawakkilitisch Koninkrijk Jemen werd afgezet in een staatsgreep van de republikeinen die vervolgens de Jemenitische Arabische Republiek uitriepen.
De royalisten zagen zich gesteund door buurland Saoedi-Arabië. De republikeinen werden gesteund door Egypte en de Sovjet-Unie. De republiek werd ook erkend door de Verenigde Staten.
In 1964 vond een top tussen beide partijen plaats in het Egyptische Alexandrië. Er werd een wapenstilstand gesloten die slechts twee dagen standhield. In de volgende jaren ging de dure oorlog steeds zwaarder wegen voor Egypte. Het land verloor ook nog eens 15.000 soldaten in de Zesdaagse Oorlog tegen Israël en verving deze door manschappen die werden weggehaald uit Jemen.
Na de Resolutie van Khartoem in 1967 stopte de Saoedi-Arabische steun aan de royalisten. Daardoor konden ze Sanaa niet meer heroveren op de republikeinen die de stad eind 1967 bezetten. De royalisten moesten hun belegering van de stad opgeven waardoor de republikeinen de oorlog wonnen.
In 1970 werd een bestand bereikt en de republiek door Saoedi-Arabië erkend. Tegen 1971 hadden zowel Saoedi-Arabië als Egypte Jemen verlaten.